# Palača (Šodolovci)
Palača (srp. ćir. Палача; mađ. Palacsa), je selo u općini Šodolovci, u Osječko-baranjskoj županiji. Do 1991. godine bila je u sastavu bivše općine Osijek.

## Stanovništvo
Prema popisu stanovništva iz 1991. godine, selo je imalo 413 stanovnika. Većinsko stanovništvo su činili Srbi - 337 (81,59%), a ostatak Hrvati - 42 (10,16%), Mađari - 4 (0,96%), dok su ostali, neopredijeljeni i nepoznato - 30 (7,26%).
Godine 2001., Palača je imala 271 stanovnika.
Godine 2011., naselje je imalo 241 stanovnika.
| broj stanovnika | 14    | 104   | 10    | 23    | 71    | 112   | 136   | 523   | 474   | 489   | 542   | 518   | 431   | 413   | 271   | 241   | 169   |
|                 | 1857. | 1869. | 1880. | 1890. | 1900. | 1910. | 1921. | 1931. | 1948. | 1953. | 1961. | 1971. | 1981. | 1991. | 2001. | 2011. | 2021. |

## Šport
- NK Palača, član 3. ŽNL Osječko-baranjska NS Osijek